# Paradiž
Paradiž je naselje u Republici Hrvatskoj, u sastavu Općine Sveta Nedelja, Istarska županija. 

## Stanovništvo
Prema popisu stanovništva iz 2001. godine, naselje je imalo 57 stanovnika te 21 obiteljskih kućanstava.
| broj stanovnika |       |       | 181   | 93    | 98    | 110   |       |       | 138   | 135   | 125   | 102   | 85    | 71    | 57    | 58    | 70    |
|                 | 1857. | 1869. | 1880. | 1890. | 1900. | 1910. | 1921. | 1931. | 1948. | 1953. | 1961. | 1971. | 1981. | 1991. | 2001. | 2011. | 2021. |

## Znamenitosti
Na području ovog naselja nalazi se i groblje ("groblje Martinski"). Na njemu se nalazi kapela sv. Katarine. To je mala pravokutna kapela pokrivena dvostrešnim krovom. Izvan nastanjenog dijela naselja nalazi se i kapela sv. Pavla. To je srednjovjekovna kapela iz 13./14. stoljeća s ranogotičkim stilskim odobinama. Ova jednostavna pravokutna građevina ima u unutrašnjosti ugrađenu polukružnu apsidu svetišta.